# Sydney Schertenleib
Sydney Joy Schertenleib (* 30. Januar 2007 in Zürich) ist eine Schweizer Fussballspielerin. Sie spielt für den FC Barcelona und die Schweizer Nationalmannschaft.

## Karriere

### Verein
Schertenleib spielte mit acht Jahren zum ersten Mal in einem Verein, zunächst bei den E-Juniorinnen des FC Wädenswil. Nach zwei Jahren wechselte sie zum FC Zürich. Bis zur U-15 spielte sie in den Bubenmannschaften. Im Mai 2022 gewann sie mit den FCZ-Juniorinnen den Blue Stars/FIFA Youth Cup (internationales U19-Turnier).
Ab Sommer 2022 trainierte sie mit den Buben der U-16 und spielte in der U-21 der FC Zürich Frauen in der Nationalliga B (zweithöchste Liga). In dieser Saison erhielt sie auch erste Einsätze mit der ersten Mannschaft in der Women’s Super League. Ihre Trainerin Inka Grings wollte sie auch in der Gruppenphase der Champions League einsetzen, was ihr aber verweigert wurde, weil Schertenleib nach UEFA-Regularien mit Jahrgang 2007 dafür zu jung war. In der U-21 erzielte sie mehr als ein Tor pro Spiel; sie spielte in dieser Mannschaft mit ihrer älteren Schwester Lillian zusammen. Am Ende der Saison wurde sie als Kadermitglied nach dem Finalsieg gegen Servette Schweizer Meister mit dem FC Zürich.
Beim FC Zürich spielte zu jener Zeit auf Schertenleibs Position Seraina Piubel. Um regelmässig in der Startformation stehen zu können, wechselte sie daher mit 16 Jahren auf die Saison 2023/24 hin zum Stadtrivalen und Liga-Mittelfeldklub Grasshopper Club Zürich. Sie  etablierte sich dort als Stammspielerin. Nach der Saison erhielt sie ein Angebot des FC Barcelona und unterschrieb einen Vertrag bis 2027. Vorgesehen war, dass sie zunächst in der zweiten Mannschaft eingesetzt wird, aber teilweise bereits mit dem ersten Team mittrainieren darf. Sie erkämpfte sich jedoch bereits in ihrer ersten Saison einen Platz im Kader der ersten Mannschaft. Ende 2024 war sie als eine von zehn Spielerinnen für den Golden-Girl-Award nominiert worden, mit dem das beste Talent unter 21 Jahren ausgezeichnet wird. In ihrem fünften Einsatz in Barcelonas erster Mannschaft erzielte sie gegen Madrid CFF ihr erstes Tor. Sie war in der 75. Minute eingewechselt worden. Ende der Saison gewann das Team die spanische Meisterschaft und den Pokal. Beim 2:0-Erfolg gegen Atlético Madrid im Pokalfinal wurde Schertenleib in der 89. Minute eingewechselt.

### Nationalmannschaft
Sydney Schertenleib spielte in den verschiedenen Jugendauswahlen der Schweiz. Für die U-16-Nationalmannschaft bestritt sie vom 2. November 2021 bis zum 19. Mai 2022 acht Länderspiele, in denen ihr zwei Tore gelangen. Im Mai 2023 nahm sie an der U-17-Europameisterschaft in Estland teil. Mit ihrer Mannschaft erreichte sie den Halbfinal. Schertenleib wurde in allen vier Spielen von Beginn an eingesetzt.
Im Sommer 2023 wurde sie erstmals für das A-Team aufgeboten. In der ersten Phase der Vorbereitung auf die Weltmeisterschaft nahm sie an Sichtungstrainings teil. Im Februar 2024 wurde sie von Pia Sundhage erneut zu einem Trainingslager aufgeboten und kam am 23. Februar beim 4:1-Sieg gegen Polen zu ihrem ersten Länderspiel. Sie wurde als rechte Sturmspitze eingesetzt. Im Juli 2024 kam sie erneut zu zwei Einsätzen. Im EM-Qualifikationsspiel gegen die Türkei am 12. Juli 2024 schoss sie auch ihr erstes Tor im Nationaldress. Sie stand im Kader für die Europameisterschaft 2025 im eigenen Land. Sie kam in allen vier Spielen der Schweizerinnen zum Einsatz, ab dem zweiten Gruppenspiel spielte sie jeweils von Beginn an. Die Schweiz erreichte den Viertelfinal.

## Erfolge
- Schweizer Meisterschaft: 2023
- Spanische Meisterschaft: 2025
- Spanischer Pokal: 2025

## Persönliches
Sydney Schertenleib wuchs in Richterswil auf. Ihr Vater spielte früher Collegefussball in den USA. Sie besitzt neben der Schweizer auch die amerikanische Staatsbürgerschaft. Ihre zwei Jahre ältere Schwester Lillian spielte mit ihr bei GC Zürich, ihre sechs Jahre ältere Schwester Josephine ist Leichtathletin.